# Coupe d'Europe FIBA 2019-2020
Navigation
2018-2019 2020-2021
La Coupe d'Europe FIBA 2019-2020 est la 5e édition de la Coupe d'Europe FIBA, quatrième compétition européenne de clubs dans la hiérarchie du basket-ball européen.
À la suite de la pandémie de Covid-19 et de l'arrêt des compétitions sportives, cette édition n'est pas allée à son terme.

## Équipes participantes
| Tour de qualification | Tour de qualification | Tour de qualification   | Tour de qualification |
| --------------------- | --------------------- | ----------------------- | --------------------- |
| BC Borisfen           | KB Rahoveci           | Borås Basket            | BC Beroe              |
| Tartu Rock            | BC Dnipro             | ZZ Leiden               | Pınar Karşıyaka       |
| U-BT Cluj-Napoca      | Joensuun Kataja       |                         |                       |
| Premier tour          |                       |                         |                       |
| Spirou Basket         | Brussels Basketball   | BC Körmend              | PVSK Panthers         |
| Bahçeşehir Koleji SK  | Medi Bayreuth         | CSU Sibiu               | Landstede Zwolle      |
| Ironi Ness Ziona      | BC Levski Sofia       | BK Ienisseï Krasnoïarsk | APOEL Nicosie         |

À ces équipes se rajoutent quinze autres clubs, défaites en qualifications de Ligue des champions, qui s'engagent dans cette compétition au premier tour.

## Calendrier
| Nom                                             | Date aller                                        | Date retour                                     | Équipes participantes |
| ----------------------------------------------- | ------------------------------------------------- | ----------------------------------------------- | --------------------- |
| Tour de qualification                           | 1er et 2 octobre                                  | 9 octobre                                       | 10                    |
| Premier tour                                    |                                                   |                                                 |                       |
| Journées 1 et 4 Journées 2 et 5 Journées 3 et 6 | 22 et 23 octobre 29 et 30 octobre 5 et 6 novembre | 12 et 13 novembre 19 et 20 novembre 27 novembre | 32                    |
| Deuxième tour                                   |                                                   |                                                 |                       |
| Journées 1 et 4 Journées 2 et 5 Journées 3 et 6 | 11 décembre 18 décembre 8 janvier                 | 22 janvier 29 janvier 5 février                 | 16                    |
| Phase à élimination directe                     |                                                   |                                                 |                       |
| Quarts de finale                                | 4 mars                                            | 11 mars                                         | 8                     |
| Demi-finale                                     | 25 mars                                           | 1er avril                                       | 4                     |
| Finale                                          | 22 avril                                          | 29 avril                                        | 2                     |

## Compétition
Le tirage au sort de l'intégralité de la compétition s'est déroulé le 24 juillet 2019, à Munich.

### Tour de qualification
Ce tour se déroule les 2 et 9 octobre, en matchs aller-retour. Les cinq vainqueurs se qualifient pour le premier tour.
| Équipe 1     | Score   | Équipe 2         | Aller  | Retour |
| ------------ | ------- | ---------------- | ------ | ------ |
| Tartu Rock   | 165-171 | Joensuun Kataja  | 78-72  | 87-99  |
| BC Beroe     | 172-179 | ZZ Leiden        | 86-71  | 86-108 |
| BC Borisfen  | 147-182 | BC Dnipro        | 76-101 | 71-81  |
| Borås Basket | 128-155 | Pınar Karşıyaka  | 70-77  | 58-78  |
| KB Rahoveci  | 120-189 | U-BT Cluj-Napoca | 73-98  | 47-91  |

### Saison régulière

#### Premier tour
Le premier tour de la saison régulière se déroule du 23 octobre au 27 novembre 2019. Les trente-deux équipes participantes sont réparties en huit groupes de quatre. Chaque club rencontre les trois autres de sa poule deux fois, à domicile et à l'extérieur. Au terme de ce tour, les deux premiers de chaque poule sont qualifiés pour le deuxième tour.
Légende :

##### Groupe A
| Rang | Équipe              | Pts | J | G | P | Pp  | Pc  | Diff |  | Résultats (dom.\ext.) |       |        |       |         |
| ---- | ------------------- | --- | - | - | - | --- | --- | ---- |  | --------------------- | ----- | ------ | ----- | ------- |
| 1    | Benfica Lisbonne LC | 11  | 6 | 5 | 1 | 517 | 489 | 28   |  | Benfica Lisbonne      |       | 103-99 | 77-68 | 85-66   |
| 2    | ZZ Leiden           | 10  | 6 | 4 | 2 | 533 | 503 | 30   |  | ZZ Leiden             | 84-68 |        | 80-67 | 105-100 |
| 3    | Inter Bratislava LC | 8   | 6 | 2 | 4 | 486 | 520 | -34  |  | Inter Bratislava      | 91-95 | 78-88  |       | 88-87   |
| 4    | PVSK Panthers       | 7   | 6 | 1 | 5 | 514 | 538 | -24  |  | PVSK Panthers         | 81-89 | 87-77  | 93-94 |         |

##### Groupe B
| Rang | Équipe                | Pts | J | G | P | Pp  | Pc  | Diff |  | Résultats (dom.\ext.) |       |        |       |              |
| ---- | --------------------- | --- | - | - | - | --- | --- | ---- |  | --------------------- | ----- | ------ | ----- | ------------ |
| 1    | Ironi Ness Ziona      | 12  | 6 | 6 | 0 | 460 | 405 | 55   |  | Ironi Ness Ziona      |       | 92-90  | 87-78 | 20-0 forfait |
| 2    | Landstede Zwolle      | 9   | 6 | 3 | 3 | 530 | 477 | 53   |  | Landstede Zwolle      | 88-94 |        | 78-72 | 89-64        |
| 3    | Keravnós Strovólou LC | 8   | 6 | 2 | 4 | 464 | 491 | -27  |  | Keravnós Strovólou    | 74-85 | 88-85  |       | 76-70        |
| 4    | Kapfenberg Bulls LC   | 6   | 6 | 1 | 5 | 362 | 443 | -81  |  | Kapfenberg Bulls      | 75-82 | 67-100 | 86-76 |              |

##### Groupe C
| Rang | Équipe             | Pts | J | G | P | Pp  | Pc  | Diff |  | Résultats (dom.\ext.) |        |       |        |        |
| ---- | ------------------ | --- | - | - | - | --- | --- | ---- |  | --------------------- | ------ | ----- | ------ | ------ |
| 1    | BK Ventspils LC    | 12  | 6 | 6 | 0 | 602 | 439 | 163  |  | BK Ventspils          |        | 95-77 | 104-84 | 105-57 |
| 2    | Medi Bayreuth      | 10  | 6 | 4 | 2 | 542 | 472 | 70   |  | Medi Bayreuth         | 80-84  |       | 97-89  | 112-68 |
| 3    | Sigal Prishtina LC | 8   | 6 | 2 | 4 | 513 | 570 | -57  |  | Sigal Prishtina       | 72-122 | 68-93 |        | 93-74  |
| 4    | APOEL Nicosie      | 6   | 6 | 0 | 6 | 416 | 592 | -176 |  | APOEL Nicosie         | 69-92  | 68-83 | 80-107 |        |

##### Groupe D
| Rang | Équipe                     | Pts | J | G | P | Pp  | Pc  | Diff |  | Résultats (dom.\ext.)   |       | ORA   |       | SIB   |
| ---- | -------------------------- | --- | - | - | - | --- | --- | ---- |  | ----------------------- | ----- | ----- | ----- | ----- |
| 1    | Bahçeşehir Koleji SK       | 11  | 6 | 5 | 1 | 472 | 430 | 42   |  | Bahçeşehir Koleji SK    |       | 66-71 | 79-70 | 80-71 |
| 2    | CSM Oradea LC              | 10  | 6 | 4 | 2 | 461 | 456 | 5    |  | CSM Oradea              | 77-88 |       | 67-87 | 92-86 |
| 3    | Fribourg Olympic Basket LC | 8   | 6 | 2 | 4 | 428 | 466 | -38  |  | Fribourg Olympic Basket | 60-76 | 60-79 |       | 69-91 |
| 4    | CSU Sibiu                  | 7   | 6 | 1 | 5 | 472 | 481 | -9   |  | CSU Sibiu               | 81-83 | 69-75 | 74-82 |       |

##### Groupe E
| Rang | Équipe                    | Pts | J | G | P | Pp  | Pc  | Diff |  | Résultats (dom.\ext.) |       | SPI     |       | BRU   |
| ---- | ------------------------- | --- | - | - | - | --- | --- | ---- |  | --------------------- | ----- | ------- | ----- | ----- |
| 1    | Pınar Karşıyaka           | 11  | 6 | 5 | 1 | 496 | 410 | 86   |  | Pınar Karşıyaka       |       | 92-54   | 77-57 | 93-90 |
| 2    | Spirou Basket             | 9   | 6 | 3 | 3 | 473 | 467 | 6    |  | Spirou Basket         | 81-76 |         | 87-56 | 72-75 |
| 3    | Donar Groningen LC (2-0)  | 8   | 6 | 2 | 4 | 386 | 454 | -68  |  | Donar Groningen       | 62-79 | 64-78   |       | 75-63 |
| 4    | Brussels Basketball (0-2) | 8   | 6 | 2 | 4 | 468 | 492 | -24  |  | Brussels Basketball   | 66-79 | 104-101 | 70-72 |       |

##### Groupe F
| Rang | Équipe                       | Pts | J | G | P | Pp  | Pc  | Diff |  | Résultats (dom.\ext.) | KIE   |       |       | DNI     |
| ---- | ---------------------------- | --- | - | - | - | --- | --- | ---- |  | --------------------- | ----- | ----- | ----- | ------- |
| 1    | Kiev Basket LC               | 10  | 6 | 4 | 2 | 506 | 492 | 14   |  | Kiev Basket           |       | 74-99 | 86-66 | 95-88   |
| 2    | BC Tsmoki-Minsk LC (1-1, +2) | 9   | 6 | 3 | 3 | 511 | 500 | 11   |  | BC Tsmoki-Minsk       | 84-92 |       | 81-68 | 108-101 |
| 3    | BC Levski Sofia (1-1, -2)    | 9   | 6 | 3 | 3 | 453 | 453 | 0    |  | BC Levski Sofia       | 76-83 | 75-64 |       | 85-78   |
| 4    | BC Dnipro                    | 8   | 6 | 2 | 4 | 497 | 522 | -25  |  | BC Dnipro             | 79-76 | 90-75 | 61-83 |         |

##### Groupe G
| Rang | Équipe                  | Pts | J | G | P | Pp  | Pc  | Diff |  | Résultats (dom.\ext.)   |       |       |       |       |
| ---- | ----------------------- | --- | - | - | - | --- | --- | ---- |  | ----------------------- | ----- | ----- | ----- | ----- |
| 1    | U-BT Cluj-Napoca        | 11  | 6 | 5 | 1 | 533 | 490 | 43   |  | U-BT Cluj-Napoca        |       | 97-83 | 92-80 | 85-74 |
| 2    | BK Ienisseï Krasnoïarsk | 10  | 6 | 4 | 2 | 535 | 478 | 57   |  | BK Ienisseï Krasnoïarsk | 97-87 |       | 84-69 | 99-78 |
| 3    | Balkan Botevgrad LC     | 8   | 6 | 2 | 4 | 480 | 524 | -44  |  | Balkan Botevgrad        | 76-86 | 82-80 |       | 90-89 |
| 4    | Södertälje Kings LC     | 7   | 6 | 1 | 5 | 479 | 535 | -56  |  | Södertälje Kings        | 80-86 | 65-92 | 93-83 |       |

##### Groupe H
| Rang | Équipe            | Pts | J | G | P | Pp  | Pc  | Diff |  | Résultats (dom.\ext.) |       |       |       |         |
| ---- | ----------------- | --- | - | - | - | --- | --- | ---- |  | --------------------- | ----- | ----- | ----- | ------- |
| 1    | Bakken Bears LC   | 11  | 6 | 5 | 1 | 502 | 476 | 26   |  | Bakken Bears          |       | 81-87 | 89-70 | 77-74   |
| 2    | BC Körmend        | 10  | 6 | 4 | 2 | 491 | 465 | 26   |  | BC Körmend            | 80-86 |       | 81-75 | 74-60   |
| 3    | Joensuun Kataja   | 8   | 6 | 2 | 4 | 489 | 537 | -48  |  | Joensuun Kataja       | 82-85 | 95-91 |       | 112-105 |
| 4    | Legia Varsovie LC | 7   | 6 | 1 | 5 | 476 | 480 | -4   |  | Legia Varsovie        | 83-84 | 68-78 | 86-55 |         |

#### Deuxième tour
Le deuxième tour de la saison régulière se déroule du 11 décembre 2019 au 5 février 2020. Les seize équipes participantes sont réparties en quatre groupes de quatre. Chaque club rencontre les trois autres de sa poule deux fois, à domicile et à l'extérieur. Au terme de ce tour, les deux premiers de chaque poule sont qualifiés pour les quarts de finale.
Légende :

##### Groupe I
| Rang | Équipe           | Pts | J | G | P | Pp  | Pc  | Diff |  | Résultats (dom.\ext.) |        |        |       |        |
| ---- | ---------------- | --- | - | - | - | --- | --- | ---- |  | --------------------- | ------ | ------ | ----- | ------ |
| 1    | Medi Bayreuth    | 11  | 6 | 5 | 1 | 581 | 526 | 55   |  | Medi Bayreuth         |        | 105-82 | 96-78 | 100-89 |
| 2    | Bakken Bears     | 10  | 6 | 4 | 2 | 542 | 527 | 15   |  | Bakken Bears          | 110-92 |        | 88-75 | 101-87 |
| 3    | Benfica Lisbonne | 9   | 6 | 3 | 3 | 494 | 494 | 0    |  | Benfica Lisbonne      | 77-91  | 90-79  |       | 89-62  |
| 4    | Spirou Basket    | 6   | 6 | 0 | 6 | 484 | 554 | -70  |  | Spirou Basket         | 90-97  | 78-82  | 78-85 |        |

##### Groupe J
| Rang | Équipe           | Pts | J | G | P | Pp  | Pc  | Diff |  | Résultats (dom.\ext.) |       | CLU   |       | ORA   |
| ---- | ---------------- | --- | - | - | - | --- | --- | ---- |  | --------------------- | ----- | ----- | ----- | ----- |
| 1    | BC Tsmoki-Minsk  | 10  | 6 | 4 | 2 | 481 | 446 | 35   |  | BC Tsmoki-Minsk       |       | 78-76 | 97-75 | 68-62 |
| 2    | U-BT Cluj-Napoca | 10  | 6 | 4 | 2 | 474 | 460 | 14   |  | U-BT Cluj-Napoca      | 76-74 |       | 82-71 | 81-76 |
| 3    | Ironi Ness Ziona | 8   | 6 | 2 | 4 | 476 | 501 | -25  |  | Ironi Ness Ziona      | 84-75 | 81-84 |       | 85-77 |
| 4    | CSM Oradea       | 8   | 6 | 2 | 4 | 454 | 478 | -24  |  | CSM Oradea            | 73-89 | 80-75 | 86-80 |       |

##### Groupe K
| Rang | Équipe           | Pts | J | G | P | Pp  | Pc  | Diff |  | Résultats (dom.\ext.) |       |       |       |        |
| ---- | ---------------- | --- | - | - | - | --- | --- | ---- |  | --------------------- | ----- | ----- | ----- | ------ |
| 1    | BK Ventspils     | 11  | 6 | 5 | 1 | 558 | 479 | 79   |  | BK Ventspils          |       | 78-81 | 96-81 | 111-74 |
| 2    | Kiev Basket      | 10  | 6 | 4 | 2 | 481 | 484 | -3   |  | Kiev Basket           | 80-88 |       | 80-78 | 89-76  |
| 3    | BC Körmend       | 9   | 6 | 3 | 3 | 512 | 516 | -4   |  | BC Körmend            | 76-96 | 96-74 |       | 87-80  |
| 4    | Landstede Zwolle | 6   | 6 | 0 | 6 | 475 | 547 | -72  |  | Landstede Zwolle      | 87-89 | 68-77 | 90-94 |        |

##### Groupe L
| Rang | Équipe                  | Pts | J | G | P | Pp  | Pc  | Diff |  | Résultats (dom.\ext.)   | KAR    | BAH    |        |        |
| ---- | ----------------------- | --- | - | - | - | --- | --- | ---- |  | ----------------------- | ------ | ------ | ------ | ------ |
| 1    | Pınar Karşıyaka         | 12  | 6 | 6 | 0 | 594 | 421 | 173  |  | Pınar Karşıyaka         |        | 96-65  | 85-74  | 112-76 |
| 2    | Bahçeşehir Koleji SK    | 9   | 6 | 3 | 3 | 508 | 554 | -46  |  | Bahçeşehir Koleji SK    | 68-100 |        | 103-95 | 93-71  |
| 3    | BK Ienisseï Krasnoïarsk | 8   | 6 | 2 | 4 | 526 | 547 | -21  |  | BK Ienisseï Krasnoïarsk | 73-96  | 105-90 |        | 96-84  |
| 4    | ZZ Leiden               | 7   | 6 | 1 | 5 | 472 | 578 | -106 |  | ZZ Leiden               | 65-105 | 87-89  | 89-83  |        |

### Phase finale
La phase finale initialement prévue du 4 mars 2020 au 29 avril a été suspendue par la FIBA à la suite de la pandémie de Covid-19. Les huit équipes encore en lice auraient ainsi dû s’affronter lors de quarts de finale, demi-finales et finale, tous en matchs aller-retour.
| Les 8 qualifiés - récapitulatif avant la phase finale | Les 8 qualifiés - récapitulatif avant la phase finale | Les 8 qualifiés - récapitulatif avant la phase finale | Les 8 qualifiés - récapitulatif avant la phase finale |
| Groupe                                                | 1er                                                   | 2e                                                    |                                                       |
| ----------------------------------------------------- | ----------------------------------------------------- | ----------------------------------------------------- | ----------------------------------------------------- |
| I                                                     | Medi Bayreuth                                         | Bakken Bears                                          |                                                       |
| J                                                     | BC Tsmoki-Minsk                                       | U-BT Cluj-Napoca                                      |                                                       |
| K                                                     | BK Ventspils                                          | Kiev Basket                                           |                                                       |
| L                                                     | Pınar Karşıyaka                                       | Bahçeşehir Koleji SK                                  |                                                       |

#### Tableau
|  | Quarts de finale | Quarts de finale      | Quarts de finale      | Quarts de finale | Quarts de finale |    |     | Demi-finales  | Demi-finales | Demi-finales | Demi-finales | Demi-finales |  |  | Finale | Finale | Finale | Finale | Finale |
|  |                  |                       |                       |                  |                  |    |     |               |              |              |              |              |  |  |        |        |        |        |        |
|  | I1               | Medi Bayreuth         | 82                    | 100              | 182              |    |     |               |              |              |              |              |  |  |        |        |        |        |        |
|  | J2               | U-BT Cluj-Napoca      | 83                    | 87               | 170              |    |     |               |              |              |              |              |  |  |        |        |        |        |        |
|  | J2               | U-BT Cluj-Napoca      | 83                    | 87               | 170              |    | I1  | Medi Bayreuth |              |              |              |              |  |  |        |        |        |        |        |
|  |                  |                       |                       |                  |                  |    | I1  | Medi Bayreuth |              |              |              |              |  |  |        |        |        |        |        |
|  |                  | L1                    | Pınar Karşıyaka       |                  |                  |    |     |               |              |              |              |              |  |  |        |        |        |        |        |
|  | L1               | L1                    | Pınar Karşıyaka       | Pınar Karşıyaka  | 89               | 88 | 177 |               |              |              |              |              |  |  |        |        |        |        |        |
|  | L1               |                       |                       | Pınar Karşıyaka  | 89               | 88 | 177 |               |              |              |              |              |  |  |        |        |        |        |        |
|  | K2               | Kiev Basket           | 71                    | 67               | 138              |    |     |               |              |              |              |              |  |  |        |        |        |        |        |
|  |                  |                       |                       |                  |                  |    |     |               |              |              |              |              |  |  |        |        |        |        |        |
|  |                  |                       |                       |                  |                  |    |     |               |              |              |              |              |  |  |        |        |        |        |        |
|  | J1               | BC Tsmoki-Minsk       | 66                    | 87               | 153              |    |     |               |              |              |              |              |  |  |        |        |        |        |        |
|  | I2               | Bakken Bears          | 79                    | 93               | 172              |    |     |               |              |              |              |              |  |  |        |        |        |        |        |
|  | I2               | Bakken Bears          | 79                    | 93               | 172              |    | I2  | Bakken Bears  |              |              |              |              |  |  |        |        |        |        |        |
|  |                  |                       |                       |                  |                  |    | I2  | Bakken Bears  |              |              |              |              |  |  |        |        |        |        |        |
|  |                  | L2                    | Bahçeşehir Koleji SK0 |                  |                  |    |     |               |              |              |              |              |  |  |        |        |        |        |        |
|  | K1               | L2                    | Bahçeşehir Koleji SK0 | BK Ventspils     | 77               | 90 | 167 |               |              |              |              |              |  |  |        |        |        |        |        |
|  | K1               |                       |                       | BK Ventspils     | 77               | 90 | 167 |               |              |              |              |              |  |  |        |        |        |        |        |
|  | L2               | Bahçeşehir Koleji SK0 | 78                    | 112              | 190              |    |     |               |              |              |              |              |  |  |        |        |        |        |        |

#### Quarts de finale
| 4 mars 2020 20h00 EET |  | U-BT Cluj-Napoca | vs. | Medi Bayreuth |  | BT Arena, Cluj-Napoca |

| 11 mars 2020 18h30 CET |  | Medi Bayreuth | vs. | U-BT Cluj-Napoca |  | Oberfrankenhalle, Bayreuth |

| 4 mars 2020 19h00 EET |  | Kiev Basket | vs. | Pınar Karşıyaka |  | Palais des sports, Kiev |

| 11 mars 2020 20h00 TRT |  | Pınar Karşıyaka | vs. | Kiev Basket |  | Karşıyaka Arena, İzmir |

| 4 mars 2020 19h00 CET |  | Bakken Bears | vs. | BC Tsmoki-Minsk |  | Vejlby-Risskov Hallen, Aarhus |

| 11 mars 2020 19h00 MSK |  | BC Tsmoki-Minsk | vs. | Bakken Bears |  | Minsk-Arena, Minsk |

| 4 mars 2020 17h00 TRT |  | Bahçeşehir Koleji SK | vs. | BK Ventspils |  | Beşiktaş Akatlar Arena, Istanbul |

| 11 mars 2020 19h00 EET |  | BK Ventspils | vs. | Bahçeşehir Koleji SK |  | Ventspils Olimpiska Halle, Ventspils |

#### Demi-finales
| 25 mars 2020 |  |  | vs. |  |  |  |

| 1er avril 2020 |  |  | vs. |  |  |  |

| 25 mars 2020 |  |  | vs. |  |  |  |

| 1er avril 2020 |  |  | vs. |  |  |  |

#### Finale
| 22 avril 2020 |  |  | vs. |  |  |  |

| 29 avril 2020 |  |  | vs. |  |  |  |

## Récompenses individuelles

### Récompenses hebdomadaires
| Journée | PG                                           | SG                                         | SF                                             | PF                                       | C                                                   |
| ------- | -------------------------------------------- | ------------------------------------------ | ---------------------------------------------- | ---------------------------------------- | --------------------------------------------------- |
| 1       | Tayler Persons (1/3) ZZ Leiden (1/4)         | Dardan Berisha (1/1) Sigal Prishtina (1/2) | Barry Stewart (1/1) CSU Sibiu (1/2)            | Jeff Withey (1/3) Ironi Ness Ziona (1/5) | Michael Finke (1/1) Legia Varsovie (1/1)            |
| 2       | Mārcis Vītols (1/1) BK Ventspils (1/6)       | Martez Walker (1/1) Landstede Zwolle (1/1) | Tayler Persons (2/3) ZZ Leiden (2/4)           | Travis Taylor (1/1) BC Körmend (1/2)     | Jeff Withey (2/3) Ironi Ness Ziona (2/5)            |
| 3       | Josh Hagins (1/1) Keravnós Strovólou (1/1)   | Anthony Beane (1/1) Spirou Charleroi (1/3) | Timothy Shorts (1/1) BK Ventspils (2/6)        | Jeff Withey (3/3) Ironi Ness Ziona (3/5) | Reid Travis (1/1) Medi Bayreuth (1/5)               |
| 4       | Divine Myles (1/1) Sigal Prishtina (2/2)     | Omar Calhoun (1/1) Joensuun Kataja (1/1)   | Kenney Funderburk (1/1) Inter Bratislava (1/1) | Isaiah Philmore (1/1) CSU Sibiu (2/2)    | Karlo Žganec (1/1) U-BT Cluj-Napoca (1/4)           |
| 5       | Trae Golden (1/2) Bahçeşehir Koleji SK (1/9) | Justin Edwards (1/1) BC Körmend (1/2)      | Raviv Limonad (1/1) Ironi Ness Ziona (4/5)     | Ryan Luther (1/1) BK Ventspils (3/6)     | Tomislav Zubčić (1/1) BK Ienisseï Krasnoïarsk (1/3) |
| 6       | Tayler Persons (3/3) ZZ Leiden (3/4)         | Amath M'Baye (1/1) Pınar Karşıyaka (1/8)   | Bogić Vujošević (1/1) Kapfenberg Bulls (1/1)   | Klāvs Čavars (1/2) BK Ventspils (4/6)    | Eric Coleman (1/1) Benfica Lisbonne (1/2)           |

| Journée | PG                                           | SG                                         | SF                                                 | PF                                               | C                                                   |
| ------- | -------------------------------------------- | ------------------------------------------ | -------------------------------------------------- | ------------------------------------------------ | --------------------------------------------------- |
| 1       | Tony Taylor (1/1) Pınar Karşıyaka (2/8)      | Ryan Evans (1/2) Bakken Bears (1/2)        | Jānis Kaufmanis (1/1) BK Ventspils (5/6)           | Mangok Mathiang (1/4) Bahçeşehir Koleji SK (2/9) | Tomislav Zubčić (2/2) BK Ienisseï Krasnoïarsk (2/3) |
| 2       | James Robinson (1/1) Medi Bayreuth (2/5)     | Kris Richard (1/1) CSM CSU Oradea (1/2)    | Cameron Clark (1/2) Bahçeşehir Koleji SK (3/9)     | Klāvs Čavars (2/2) BK Ventspils (6/6)            | Josh Sharma (1/1) Spirou Charleroi (2/3)            |
| 3       | Anthony Ireland (1/1) Benfica Lisbonne (2/2) | Robert Lowery (1/3) BC Tsmoki-Minsk (1/4)  | Speedy Smith (1/1) Spirou Charleroi (3/3)          | Darko Planinić (1/1) U-BT Cluj-Napoca (2/4)      | Jordan Morgan (1/4) Pınar Karşıyaka (3/8)           |
| 4       | Branko Mirković (1/1) BC Tsmoki-Minsk (2/4)  | Aaron Broussard (1/1) CSM CSU Oradea (2/2) | James Woodard (1/1) Medi Bayreuth (3/5)            | Mangok Mathiang (2/4) Bahçeşehir Koleji SK (4/9) | Vladyslav Koreniuk (1/1) Kiev Basket (1/1)          |
| 5       | Bastian Doreth (1/1) Medi Bayreuth (4/5)     | Daequan Cook (1/1) Ironi Ness Ziona (5/5)  | D. J. Kennedy (1/1) Pınar Karşıyaka (4/8)          | Jordan Morgan (2/4) Pınar Karşıyaka (5/8)        | Mangok Mathiang (3/4) Bahçeşehir Koleji SK (5/9)    |
| 6       | Robert Lowery (2/3) BC Tsmoki-Minsk (3/4)    | Nuni Omot (1/1) ZZ Leiden (4/4)            | Denis Zakharov (1/1) BK Ienisseï Krasnoïarsk (3/3) | Jordan Morgan (3/4) Pınar Karşıyaka (6/8)        | Donatas Tarolis (3/3) U-BT Cluj-Napoca (3/4)        |

| Journée              | PG                                           | SG                                             | SF                                           | PF                                               | C                                      |
| -------------------- | -------------------------------------------- | ---------------------------------------------- | -------------------------------------------- | ------------------------------------------------ | -------------------------------------- |
| 1/4 de finale aller  | Brandon Triche (1/1) Pınar Karşıyaka (7/8)   | Cameron Clark (2/2) Bahçeşehir Koleji SK (6/9) | Patrick Richard (1/1) U-BT Cluj-Napoca (4/4) | Mangok Mathiang (4/4) Bahçeşehir Koleji SK (7/9) | Ryan Evans (2/2) Bakken Bears (2/2)    |
| 1/4 de finale retour | Trae Golden (2/2) Bahçeşehir Koleji SK (8/9) | Jamal Jones (1/1) Bahçeşehir Koleji SK (9/9)   | Robert Lowery (3/3) BC Tsmoki-Minsk (4/4)    | Jordan Morgan (4/4) Pınar Karşıyaka (8/8)        | Nate Linhart (1/1) Medi Bayreuth (5/5) |
| 1/2 finale aller     |                                              |                                                |                                              |                                                  |                                        |
| 1/2 finale retour    |                                              |                                                |                                              |                                                  |                                        |
| Finale aller         |                                              |                                                |                                              |                                                  |                                        |
| Finale retour        |                                              |                                                |                                              |                                                  |                                        |